# Goa Gajah
Goa Gajah ou Caverna do Elefante é um  templo hindu construído numa caverna natural situada na ilha do Bali, Indonésia, no kabupaten (regência) de Gianyar, em Bedulu, perto da cidade de Ubud. Construído no século IX, é provável que originalmente tenha sido um santuário budista, antes de ser convertido para o culto hinduísta.

## Descrição
A fachada da entrada da gruta tem esculturas de diversas criaturas e demónios ameaçadores. A garganta de um dos monstros serve de entrada. Um corredor de treze metros de comprimento leva a um cruzamento em forma de T. Num dos lados há uma estátua com cerca de um metro de altura de Ganexa, o deus-elefante hindu da sabedoria, da inteligência, da educação e da prudência, padroeiro das escolas e dos profissionais ligados ao saber. No outro lado há três estatuetas que representam os lingans de Xiva.[carece de fontes?]
Perto da caverna há tanques de banhos retangulares que estiveram cobertos de terra até aos anos 1950. Datam possivelmente do século XI e estão divididos em duas partes, cada uma delas decoradas com três estátuas de mulheres com um vaso ao nível do ventre, de onde sai a água que alimenta os banhos.[carece de fontes?]
O local é mencionado no poema épicojavanês Nagarakretagama (ou Desawarnana), escrito em 1365.[carece de fontes?]